# Lefebvre (Bergen, Henegouwen)
Lefebvre, ook Lefebvre de Sardans, was een Zuid-Nederlandse adellijke familie.

## Armand Lefebvre
- Armand-Joseph Lefebvre (Saint-Ghislain, 11 mei 1763 - Bergen, 30 december 1856), schepen van Bergen, arrondissementscommissaris van Bergen, lid van de Provinciale Staten van Henegouwen, was een zoon van Jean-Albert Lefebvre en van Marie-Angeline Descamps. Hij verkreeg onder het Verenigd Koninkrijk der Nederlanden in 1829 opname in de erfelijke adel. Hij trouwde in 1800 in Bergen met Angélique de Biseau (1776-1802) en hertrouwde in 1803 met Julie de Wolff (1774-1859), met wie hij drie kinderen had.
  - Léon-Victor Lefebvre (1805-1888), kreeg vergunning in 1839 om de Sardans aan de familienaam toe te voegen. Hij trouwde in 1822 met Charlotte Guiothe de Sardans (1810-1887). Ze hadden acht kinderen, maar de familietak doofde uit in de volgende generatie.
  - Amédée Lefebvre (1807-1885), ontvanger van de gerechtelijke akten in Bergen en vervolgens in Brussel, trouwde in 1841 met Florence George (1822-1878). Ze hadden vijf kinderen.
    - Adhémar Lefebvre (1843-1899) trouwde in 1871 met Mathilde Fauconier-Drion (1850-1925) en ze kregen zeven kinderen. Na zijn overlijden trad de weduwe in het klooster van de Dames van de Kalvarie en was er van 1913 tot aan haar dood de overste van.
      - Madeleine Lefebvre (1876-1947) trouwde in 1911 met Eugène Woeste (1876-1962), ambtenaar van Kongo-Vrijstaat, zoon van minister van Staat Charles Woeste.
      - Berthe Lefebvre (1877-1936) trouwde in 1906 met Fernand de Schietere de Lophem (1872-1908).
      - Marie Lefebvre (1889-1968) trouwde in 1910 met baron en luitenant-generaal Jules Vinçotte (1877-1950), zoon van de beeldhouwer Thomas Vinçotte.

De familie Lefebvre uit Bergen is uitgedoofd.